# Amaury de Riencourt
Amaury de Riencourt (Orléans, 12 juni 1918 - Bellevue, 13 januari 2005) was een Frans geschiedkundige, Indiakundige, sinoloog, tibetoloog en amerikanist. Riencourt woonde anno 2002 in Genève en stamt uit een oude aristocratische familie.
Riencourt behaalde zijn bachelor aan de Universiteit Sorbonne in Parijs en zijn master aan de Universiteit van Algiers. Zijn interesse ging vooral uit naar de ontwikkelingen in Zuid-Azië dat hij vaak en gedurende langere tijden bezocht.
Een van de boeken van Riencourt was The Coming Caesars and The American Empire dat hij publiceerde in 1957. Hierin voorspelde hij dat de Amerikaanse president ooit een macht zou kennen die verder dan de uitvoerende macht zou gaan, wat uiteindelijk het geval zou worden na 11 september van 2001. Ook voorspelde hij in dit boek dat de Verenigde Staten uiteindelijk het machtigste land van de wereld zou worden, met een strekking die tot dan toe onbekend was.
Amaury de Riencourt werd binnen wetenschappelijke kringen vooral bekend na het schrijven van The Soul of India en The Eye of Shiva.